# Produktivitätszuwachs
Produktivitätszuwachs ist ein zentraler Begriff der Wachstumstheorie und beschreibt eine Steigerung des Outputs pro Inputeinheit, also eine positive Veränderung des Verhältnisses von Produktionsergebnis zu den dafür eingesetzten Produktionsfaktoren (z. B. Arbeit, Kapital    und Umwelt), im Zeitverlauf.
Produktivitätszuwächse können unter anderem durch effizientere Arbeitsabläufe, verbesserte Organisationsstrukturen, verbesserte Rahmenbedingungen des Staates, technischen Fortschritt im Allgemeinen sowie durch einen Mehreinsatz der Produktionsfaktoren Arbeit und Kapital entstehen.

## Definition
Die Produktivität zeigt die Effizienz eines Prozesses an. Wachstum in einer Volkswirtschaft kann durch Vermehrung der Produktionsfaktoren Arbeit und Kapital oder mit Technologischem Fortschritt erklärt werden. Technologischer Fortschritt bedeutet, dass bei gleicher Faktoreinsatzmenge heute mehr produziert werden kann als in der Vergangenheit. Der Produktivitätszuwachs in einer Volkswirtschaft wird oft mit Technischem Fortschritt erklärt (Die formelmäßige Herleitung des Produktivitätszuwachses beschränkt sich daher auf den technischen Fortschritt). Er kann eine Steigerung der Effizienz, bessere oder neue Produkte sowie eine größere Produktvielfalt bedeuten und wird oft als Prozess des Strukturellen Wandels in einer Volkswirtschaft verstanden.
Der Technische Fortschritt ist unter anderem abhängig von den Ergebnissen von Forschung und Entwicklung sowie vom Zufall bestimmt.
Der Wettbewerb der Märkte treibt die Unternehmen zu Innovationen und zu dem daraus entstehenden Prozess der Kreativen Zerstörung, beschrieben durch Joseph Schumpeter. Der Prozess besagt, dass mit der Entwicklung neuer Produkte und neuer Produktionsmethoden alte Produkte und alte Produktionsmethoden überflüssig und somit vom Markt verdrängt werden. Dieser Prozess der Verdrängung gilt ebenfalls für die Entwicklung auf dem Arbeitsmarkt.
Produktivitätszuwächse hervorgerufen durch Kapitalakkumulation können kein dauerhaftes Wachstum bringen. Dies gilt auch für die Sparquote, die die Entwicklung der Produktion nur kurzfristig beeinflusst.

## Formelmäßige Herleitung des Produktivitätszuwachses über den technischen Fortschritt
Um die Bedeutung des Technischen Fortschritts darzustellen, wird die Produktionsfunktion  Y = F(K,N) um den Faktor  A  erweitert. Dieser beschreibt den Stand der Technik. Man erhält:
{\displaystyle {\mathit {Y=F(K,AN)}}{\begin{matrix}\end{matrix}}}
mit:
| Variable           | Definition               |
| ------------------ | ------------------------ |
| {\displaystyle Y}  | Produktion               |
| {\displaystyle K}  | eingesetztes Kapital     |
| {\displaystyle N}  | Anzahl der Beschäftigten |
| {\displaystyle AN} | effektive Arbeit         |

Nimmt man das Kapital als gegeben an, so erhält man:  Y = AN . Die Produktion ist nun abhängig von der „effektiven Arbeit“
 AN , auch Arbeit in Effizienzeinheiten genannt.
Der Technische Fortschritt verringert die Zahl der Beschäftigten, die notwendig sind, um eine bestimmte Menge zu produzieren. Verdoppelt man  A , so kann die gleiche Menge mit der Hälfte der ursprünglichen Anzahl der Beschäftigten produziert werden. Anders gesagt: Der Technische Fortschritt bedeutet, dass immer mehr Güter mit derselben Zahl von Beschäftigten produziert werden kann; die Effizienz steigt.
Das Solow-Residuum ist die Differenz zwischen dem tatsächlichen Produktionswachstum und dem Anteil, der dem Wachstum von Arbeit und Kapital zugeschrieben wird. Es wird auch als totale Faktorproduktivität bezeichnet und kann als Maß für den technischen Fortschritt bzw. als Maß für das technische Niveau einer Volkswirtschaft angesehen werden.
Häufigste Ursache für die Änderung der Faktorproduktivität dürfte die Zunahme des Wissens über Produktionsmethoden sein.

## Begriffsabgrenzung
Abgrenzung zu Wirtschaftswachstum
Wirtschaftswachstum ist die Änderung der in einer Volkswirtschaft hergestellten Waren und Dienstleistungen von einer Periode zur nächsten. Dies wird meist durch das BIP gemessen.
Abgrenzung zu Produktivitätsniveau
Das Produktivitätsniveau beschreibt den Stand der Produktivität in einer Volkswirtschaft. Weiterbildungen & Trainingsmaßnahmen der Mitarbeiter ermöglichen langfristig höhere Produktivitätsniveaus. Jedoch führen sie bei gegebener Rate technischen Fortschritts nicht zu einer permanent höheren Wachstumsrate.
Abgrenzung zu Grenzproduktivität
Grenzproduktivität ist die Änderung der Produktionsmenge, die sich bei einer (infinitesimal kleinen) Änderung des Einsatzes eines Produktionsfaktors bei Konstanz der übrigen Faktoren ergibt.
Produktivitätszuwachs dagegen bedeutet eine Steigerung des Outputs pro Inputeinheit. Mit weniger Einsatz von Produktionsfaktoren kann man dasselbe Outputniveau erreichen. Der Produktivitätszuwachs hat somit nicht unbedingt ein Produktionswachstum zur Folge (Es besteht eine enge Beziehung zwischen Produktions- und Produktivitätswachstum. Kurzfristig verläuft die Kausalität vom Produktions- zum Produktivitätswachstum, nicht umgekehrt.)

## Beispiel
Der Produktivitätszuwachs lässt sich anschaulich am Beispiel der Landwirtschaft erklären.

Früher haben Bauern mit Vieh und Pflug den Acker bestellt. Das war sehr mühsam und zeitintensiv. Mit dem technischen Fortschritt kamen Traktoren und andere landwirtschaftliche Maschinen, ausgestattet mit verschiedenen Gerätschaften, zu deren Bedienung mindestens eine Person notwendig war. Heute gibt es GPS gesteuerte landwirtschaftliche Maschinen, die nahezu „selbstständig“ arbeiten.

Man kann sich nun gut vorstellen, dass sich der Output je Inputeinheit im Laufe der Zeit gesteigert hat.

## Berechnung des Produktivitätszuwachses

Vergleich des Produktivitätszuw. D – USA 1971–2006

BIP je geleisteter Erwerbstätigenstunde – jährliche Wachstumsraten für Deutschland und die G7-Staaten

Anhand des Bruttoinlandsproduktes (kurz BIP) pro Erwerbstätigen kann man die Produktivität einer Volkswirtschaft messen (bzw. BIP geteilt durch die Bevölkerungszahl). Eine genauere Aussage lässt sich aber mit dem BIP je Erwerbstätigenstunde treffen. Hier werden die Auswirkungen unterschiedlicher Arbeitszeiten eliminiert und nur die tatsächlich geleisteten Stunden berücksichtigt.
Die 1. Abbildung zeigt den Produktivitätszuwachs von Deutschland und USA gemessen in BIP je Erwerbstätigenstunde. Deutschlands Produktivitätszuwachs um fünf Prozent im Jahre 1991 kann dabei als eine Folge der Wiedervereinigung interpretiert werden.
Die Produktivität einer Volkswirtschaft lässt sich ebenso mittels der Wertschöpfung messen.

## Wichtige Zusammenhänge und Wechselwirkungen

### Zusammenhang von Lohn, Produktivität und Arbeitslosigkeit

Deutschlands durchschnittliche Arbeitszeit und Arbeitsproduktivität im Vergleich von 1970 bis 2006

Der Zusammenhang zwischen Produktivitätszuwachs und Lohnsteigerung ergibt sich über die Erwartungen der Arbeitnehmer bzw. deren Vertretung durch Gewerkschaften. Die Arbeitnehmer möchten an der steigenden Effizienz der Produktion partizipieren. Daher wird der Produktivitätszuwachs als Maßstab für die Lohnanpassungen bei den Tarifverhandlungen der Gewerkschaften genutzt. So sind z. B. die Löhne in der Bundesrepublik Deutschland an das Produktivitätsniveau gekoppelt.
Des Weiteren kann der Produktivitätszuwachs dazu dienen, die Arbeitszeiten zu verkürzen (siehe Grafik). Dafür würde ein Lohnverzicht in Kauf genommen.
Die Zusammenhänge von Lohn, Produktivitätszuwachs und Beschäftigung sind wie folgt:
1. Lohnerhöhung = Produktivitätszuwachs → Beschäftigung konstant
2. Lohnerhöhung < Produktivitätszuwachs → Beschäftigungszunahme
3. Lohnerhöhung > Produktivitätszuwachs → Beschäftigungsrückgang

### Zusammenhang von Produktivität und Arbeitslosigkeit
Die Höhe der Produktivitätszuwächse ist maßgeblich für die Höhe der Beschäftigung. Die Beziehungen zwischen Produktionswachstum und Arbeitslosigkeit in einer Volkswirtschaft beschreibt das Okunsche Gesetz.
Setzt man bei der Gleichung Y = F (K,AN) abermals K  konstant und stellt nach  N  um, so erhält man:
{\displaystyle N={\frac {Y}{A}}}
Nach der Formel hat Technischer Fortschritt in einer Volkswirtschaft, also eine Verbesserung des technischen Wissens, eine Abnahme der Beschäftigung zur Folge. Die Arbeitslosenquote würde steigen, da die Fähigkeiten einiger Beschäftigter weniger nachgefragt werden. Sie leiden unter dem Rückgang des relativen Lohnes und ihrer Beschäftigung. Jedoch erfahren andere Beschäftigte eine höhere Nachfrage nach ihren Fähigkeiten; sie profitieren vom Technischen Fortschritt. Als Folge ergibt sich ein ständiger Strukturwandel auf dem Arbeitsmarkt (Prozess der kreativen Zerstörung). Im Rahmen der Sozialen Marktwirtschaft ist daher eine der wichtigsten Aufgaben des Staates die volkswirtschaftlichen Rahmenbedingungen mittels wirtschafts-, finanz- und sozialpolitischer, allgemein strukturpolitischer Maßnahmen so zu gestalten, dass Strukturanpassungen nicht zu Strukturkrisen und Massenarbeitslosigkeit führen.
Die zunehmend geringere Nachfrage nach niedrigqualifizierten Arbeitskräften und die zunehmend steigende Nachfrage nach hochqualifizierten Personal sowie die Auswirkungen des internationalen Handels führen zur Lohnspreizung.
Inwieweit technischer Fortschritt die Arbeitslosigkeit erhöht (technisch bedingte Arbeitslosigkeit), ist in der Theorie umstritten. Produktivitätszuwächse müssen so hoch sein, dass sie die durch sie hervorgerufene sinkende Nachfrage nach Niedrigqualifizierten durch die steigende Nachfrage nach Hochqualifizierten ausgleichen kann.
Im Allgemeinen werden folgende drei Auswirkungen des technischen Fortschritts unterschieden:
- arbeitssparender Technischer Fortschritt
- kapitalsparender Technischer Fortschritt
- neutraler Technischer Fortschritt

### Zusammenhang von Produktivität und Sparen
Sparen und Investitionen entwickeln sich proportional zur Produktion: Je höher die Produktion, desto höher die Ersparnis; umso höher damit auch die Investitionen. Die Sparquote bestimmt langfristig die Höhe des Produktionsniveaus je Beschäftigten. Sind alle anderen Prämissen gleich, so erreichen Länder mit einer höheren Sparquote langfristig ein höheres Produktionsniveau. Eine höhere Sparquote lässt also für einige Zeit die Produktion stärker wachsen. Jedoch beeinflusst die Sparquote die langfristige Wachstumsrate der Produktion je Beschäftigten nicht.
Dauerhaftes Wachstum in einer Volkswirtschaft ist nur möglich, wenn es gelingt, durch stetigen technischen Fortschritt die Produktion je Kopf zu steigern. Ein Anstieg der Sparquote lässt jedoch die Wachstumsrate für längere Zeit steigen, da mehr Kapital für Investitionen zur Verfügung steht.
Einen Zusammenhang zwischen Sparquote und Produktion liefert das Buch von Robert Solow: Wachstumstheorie.

### Wettbewerbsfähigkeit

Deutschlands Lohnstückkosten von 2004 bis 2007

Durch effizientere Produktionsabläufe können Kosten gesenkt werden, wodurch die Preise der produzierten Güter sinken. Damit steigt die Wettbewerbsfähigkeit einer Volkswirtschaft, sofern sich die Lohnstückkosten im Vergleich zu anderen Volkswirtschaften nicht erhöhen. Um die Wettbewerbsfähigkeit einer Volkswirtschaft zu messen, sind also neben dem Produktivitätszuwachs auch die Lohnstückkosten zu betrachten. Sie bezeichnen den Anteil der Arbeitskosten, die auf eine Produkteinheit entfallen.
Relativ hohe Arbeitskosten belasten die internationale Wettbewerbsfähigkeit einer Volkswirtschaft so lange nicht, wie sie von den entsprechenden Produktivitätsvorteilen kompensiert werden können. Es ist also möglich, dass eine Volkswirtschaft trotz hohen Zuwachsraten in der Produktivität nicht im internationalen Wettbewerb „mithalten“ könnte. Lohnstückkosten rücken damit in den Mittelpunkt des Interesses. Allerdings wird über Auslandsinvestitionen der technische Standard und das Know-how, also das heimische Produktivitätsniveau, international mobil. Osteuropäischen Tochterfirmen deutscher Unternehmen erreichten bereits Ende des vergangenen Jahrzehnts 60 Prozent des Produktivitätsniveaus der Mutterfirma, obwohl im Landesdurchschnitt die Produktivität weniger als ein Viertel des deutschen Werts betrug. Daher geben reine Arbeitskostenunterschiede bei der Wahl des Produktionsstandorts immer häufiger den Ausschlag.
Die obige Grafik zeigt die Deutschlands Lohnstückkosten der gesamten Volkswirtschaft.
"Das deutsche Verarbeitende Gewerbe hat im Vergleich mit 14 Industrieländern etwa gleichauf mit Dänemark und dem Vereinigten Königreich das höchste Lohnstückkostenniveau. Wichtige Konkurrenzländer wie Japan, die USA und Frankreich haben einen Lohnstückkostenvorteil von bis zu 27 Prozent. Diese ungünstige Position ist darauf zurückzuführen, dass die deutsche Industrie bei hoher Arbeitskostenbelastung
ein nur durchschnittliches Produktivitätsniveau aufweist. Gleichwohl sind die Lohnstückkosten seit dem Jahr 1996 in Deutschland um insgesamt 8 Prozent zurückgegangen. Dem steht aber ein doppelt so hoher Anstieg im Zeitraum 1991 bis 1996 gegenüber. Im Ausland sind die Lohnstückkosten in heimischer Währung gerechnet dagegen bereits in den neunziger Jahren konstant geblieben und im Zeitraum 1991
bis 2004 insgesamt sogar leicht gesunken."

## Folgen des Produktivitätszuwachs
Der Produktivitätszuwachs führt bei gegebenen Kapital und Beschäftigung zum Wachstum einer Volkswirtschaft. Der Wohlstand einer Gesellschaft und der Lebensstandard der Bevölkerung steigen. Zudem hebt er das Produktionsniveau, welches beeinflusst, wie viel in einer Volkswirtschaft gespart und investiert wird.